# Planscheibe

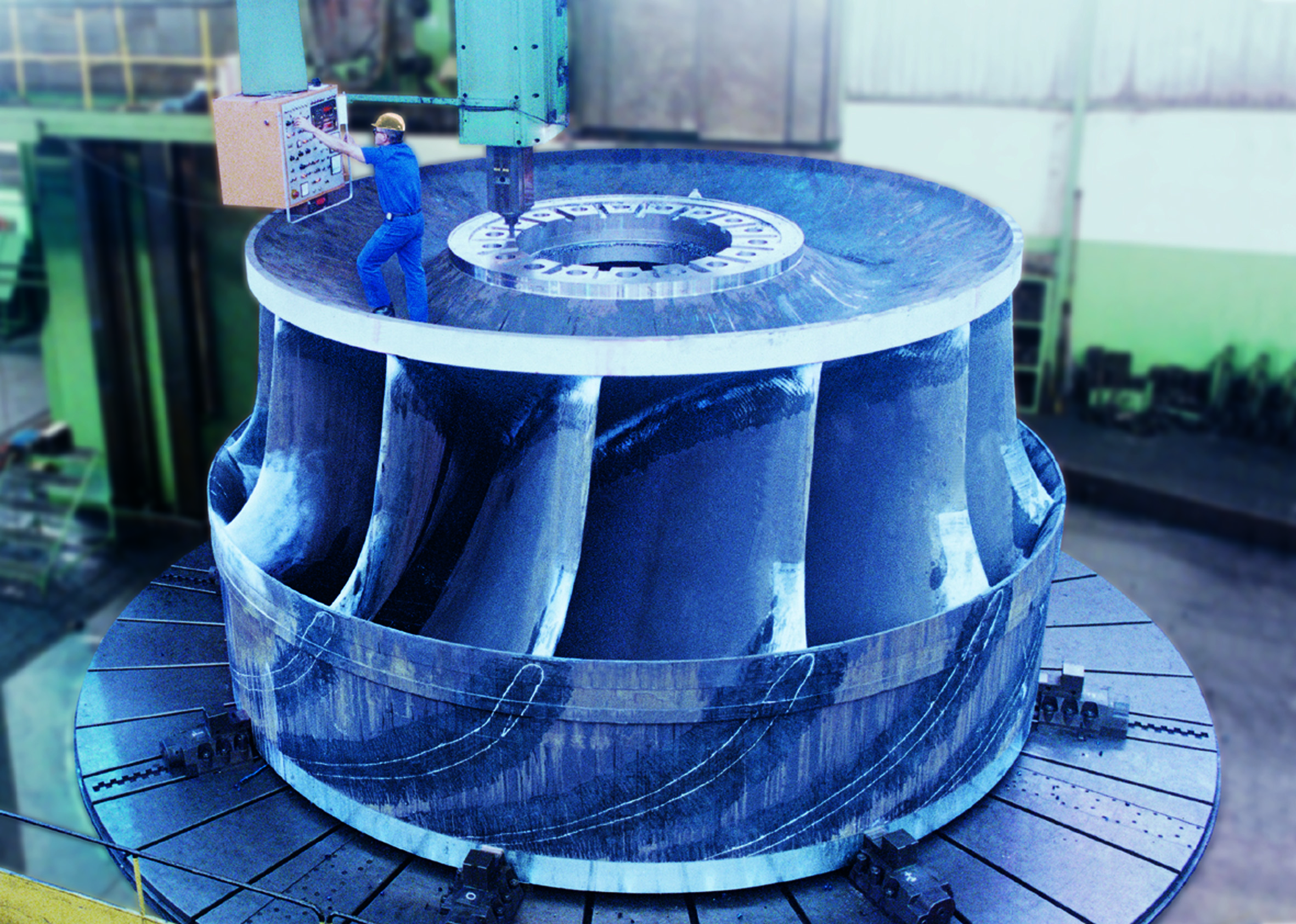
Vertikaldrehmaschine mit Planscheibe. Aufgespannt ist ein Turbinenrad des Drei-Schluchten-Damms.

Die Planscheibe ist ein Spannmittel für Drehmaschinen, auf dem große, schwere oder unregelmäßig geformte Werkstücke zur Bearbeitung in senkrechter oder waagerechter Position gespannt werden. Sie haben häufig vier oder sechs Spannbacken.
Die Spannbacken einer Planscheibe sind einzeln verstellbar, dem Umriss der Werkstücke entsprechend. Ihre Verstellung erfolgt über Gewindespindeln. Im Gegensatz dazu werden bei einem Spannfutter alle Spannbacken gleichzeitig bewegt, sie sind also selbstzentrierend. Dafür können auf einer Planscheibe auch nicht rotationssymmetrische Werkstücke bearbeitet werden. Um einen „Planlauf“, d. h. eine symmetrische Bewegung zu erreichen, werden entgegen einer eventuellen Unwucht sogenannte Gegengewichte zusätzlich auf der Planscheibe verschraubt, ähnlich beim Auswuchten einer Felge beim Auto. Aufgrund der hohen Zentrifugalkräfte und des ausmittigen Schwerpunktes dürfen sie nur mit einer bestimmten Drehzahl betrieben werden.
Außerdem kommen als Hilfsmittel zum Spannen der Werkstücke bei sehr großen Durchmessern oder durchbrochenen Werkstücken, Deckeln oder ähnlichem Spanneisen zum Einsatz.
Durch die geringe Spindelsteigung der einzelnen Spannbacken oder durch den Einsatz einer Kraftspannspindel sind hohe Spannkräfte übertragbar. Die Spannbacken einer Planscheibe sind manuell und/oder hydraulisch/pneumatisch betrieben. Planscheibendurchmesser bis 12 Meter sind möglich und werden auf Karusselldrehmaschinen eingesetzt. Spannen durch den konventionellen Dreher auf der konventionellen Planscheibe ist zeitaufwendig, da manuell ausgerichtet werden muss.